# Токро рудогрудий
Токро рудогрудий (Odontophorus speciosus) — вид куроподібних птахів родини токрових (Odontophoridae).

## Поширення

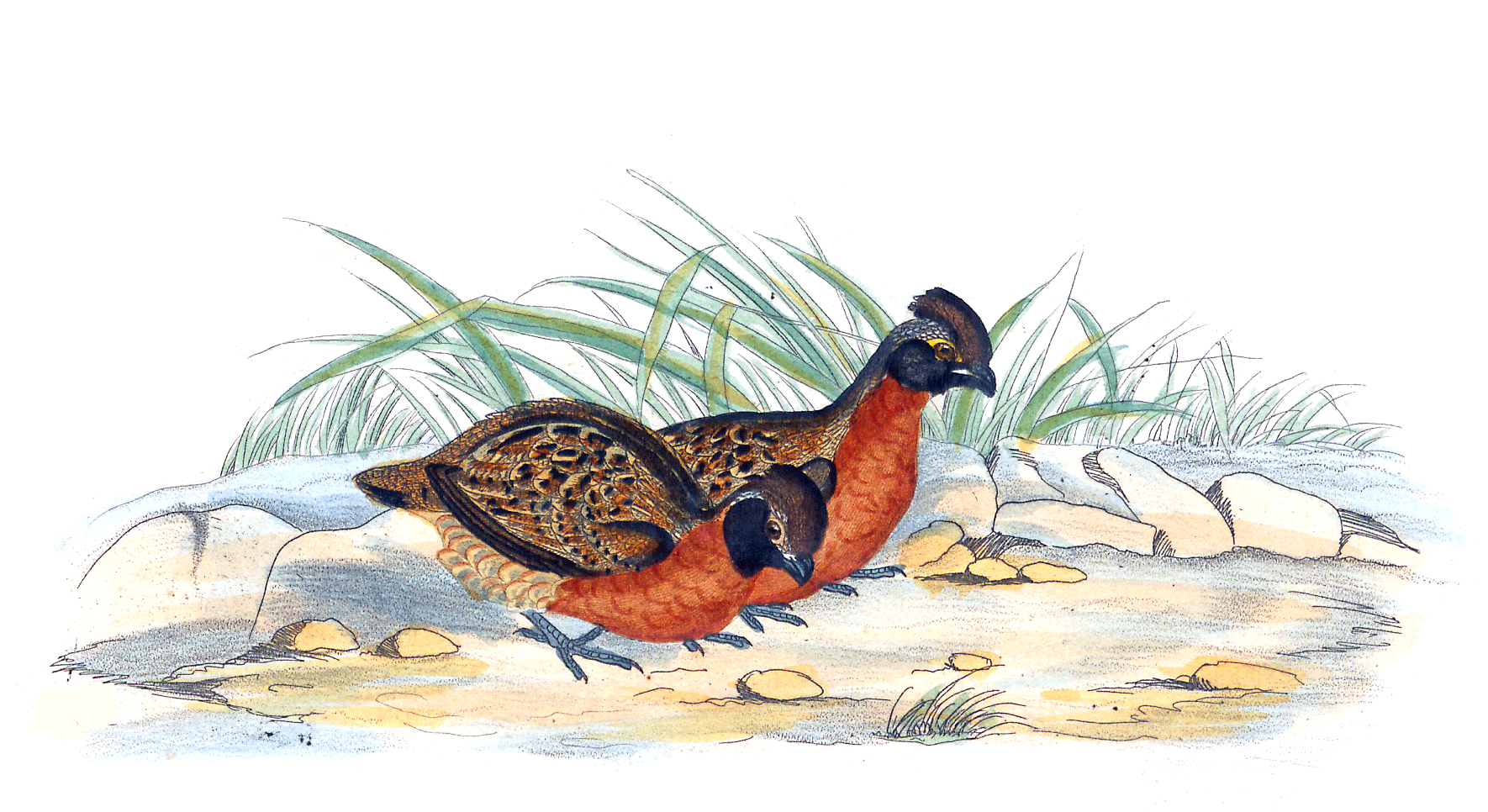

Вид поширений на заході Південної Америки. Трапляється на півдні Колумбії, в Еквадорі, Перу та Болівії. Природним середовищем існування є субтропічні або тропічні вологі гірські ліси.

## Підвиди
- O. s. soderstromii Lönnberg & Rendahl, 1922 — крайній південь Колумбія та захід Еквадору.
- O. s. speciosus Tschudi, 1843 — північ і центр Перу
- O. s. loricatus Todd, 1932 — південь Перу, Болівії.